# Marie Bergman

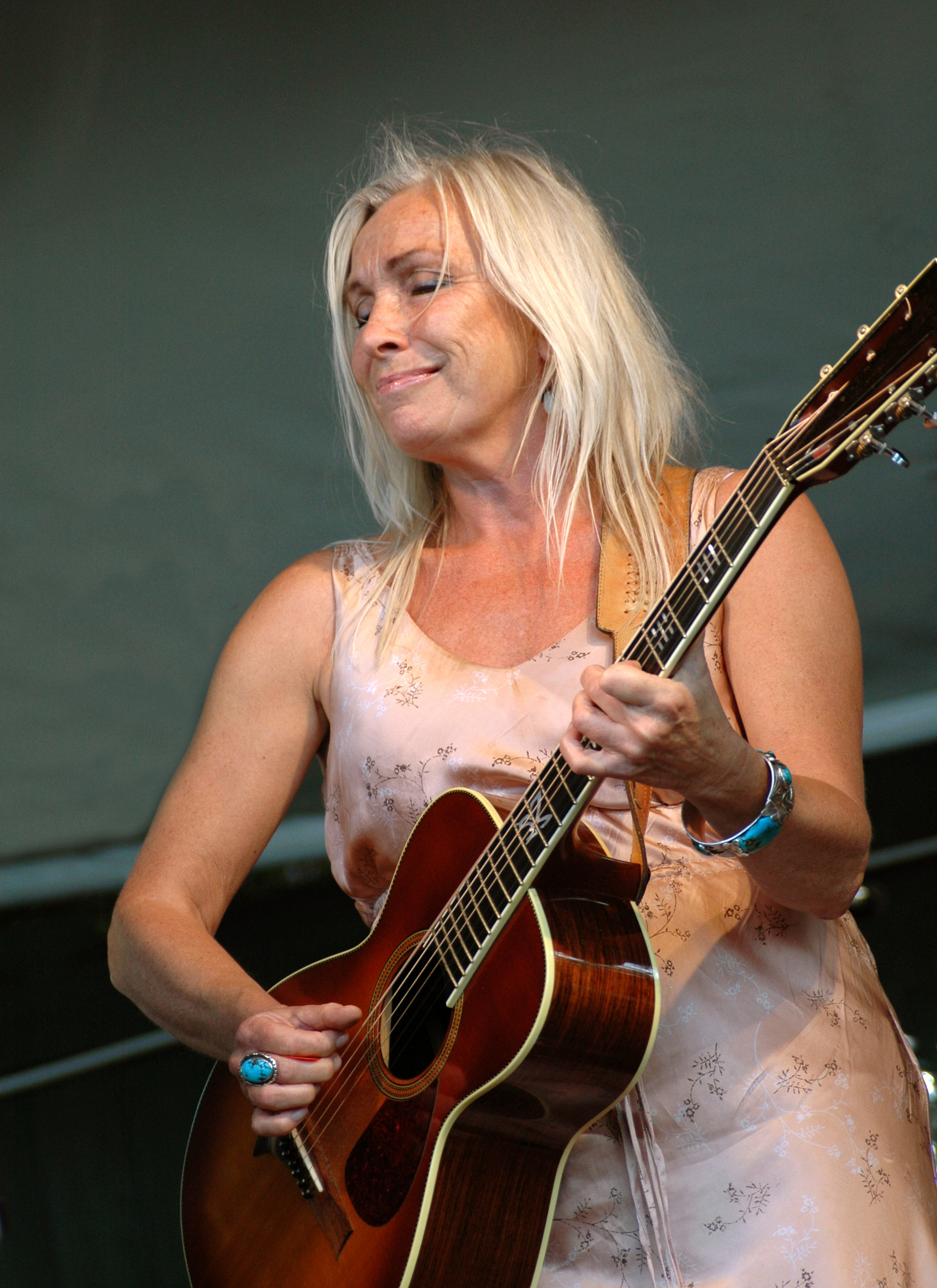
Marie Bergman em Cornelisdagen em Estocolmo, 2 de agosto de 2009.

Marie Bergman (Estocolmo, 21 de novembro de 1950) é uma cantora sueca.
Entre 1969 e 1974 fez parte da banda pop sueca Family Four, que representou a Suécia no Festival Eurovisão da Canção 1971 e no Festival Eurovisão da Canção 1972. Ela iniciou a sua carreira a solo em . Ela durante vários anos lançou treze álbuns da sua própria autoria e dois álbuns de música jazz. Em 1994, voltou a repreentar a Suécia no Festival Eurovisão da Canção 1994, desta vez com  Roger Pontare, tendo interpretado o tema "Stjärnorna". Ela juntamente Carola Häggkvist foram os artistas que mais vezes representaram a Suécia (três) no Festival Eurovisão da Canção. Ela participou no Festival de Roskilde por quatro vezes. 